# باس جيانينا
باس جيانينا هو نادي كرة قدم يوناني يلعب في الدوري اليوناني الممتاز ، تأسس سنة 1966 ولا يملك ألقاباً مهمة .

## الإنجازات
بطل الدوري اليوناني الدرجة الثانية ( 1974 - 1985 - 2002 )